# El Último Guardián
El Último Guardián, también llamado Warcraft: El Último Guardián (en inglés The Last Guardian) es una novela de Jeff Grubb ambientada en el Univeso de Warcraft. Es el cuarto libro y el tercer libro publicado en el Universo Warcraft.
La historia de El Último Guardián fue la principal trama utilizada en la película de Warcraft, y trata sobre Medivh, el último guardián de Azeroth, su nuevo aprendiz Khadgar, y la caída en desgracia de Medivh durante los eventos de la Primera Guerra.

## Protagonistas

### Khadgar
La historia sigue a Khadgar, que ya vive en Karazhan. El consejo gobernante de Dalaran ha enviado a Khadgar allí para recabar información sobre Medivh y sus secretos. Este es considerado por él como uno de los mejores momentos de su vida, hasta que se entera de la corrupción de Medivh.

### Medivh
El último Guardián mismo, Medivh es el mago más poderoso del mundo, con el poder de los magos gobernantes de la ciudad de Dalaran. Medivh era un amigo de la infancia del Rey Llane y Lord Lothar. A pesar de todo esto, Medivh tiene algunos oscuros secretos que esconder.

### Garona Halforcen
Garona es un emisario enviado por el Brujo orco Gul'dan para aprender más sobre Medivh. Se descubre en libros posteriores que tuvo un hijo con Medivh llamado Med'an. Originalmente se dice que es mitad orco y mitad humano, pero a través de las revisiones en la historia general de Warcraft, se deduce que ella es en realidad un medio orco y la otra mitad Draeniana, una raza de piel azul que vivió en Draenor con los Orcos, alguna vez en paz.

### Anduin Lothar
Lothar es un general del ejército de Ventormenta, y un soldado de la Hermandad del Caballo. Fue amigo de la infancia del Rey Llane y Medivh, y condujo a la partida de guerra a Karazhan para matar a Medivh. Continuó liderando el éxodo de Ventormenta después de que el rey Llane fue asesinado por Garona, y la fortaleza fue destruida por los Orcos.

### Rey Llane Wrynn
Llane fue el último rey de Ventormenta antes de que fuera reconstruida y tomada por su hijo Varian Wrynn. El rey Llane es luego asesinado por Garona, y no cree en la historia de Khadgar sobre la corrupción de Medivh.

## Argumento
El principal reino humano de la era primitiva de Warcraft fue Ventormenta, era el único reino humano explorado en Warcraft I, y sus tierras son el foco principal de esta historia. Es gobernado por el Rey Llane Wrynn, y su ejército dirigido por su amigo de la infancia, Anduin Lothar. Los dos pasaron gran parte de su infancia con Medivh Aran, que era el más fuerte del trío y un mago poderoso. A medida que envejecía, Medivh cayó en coma durante la mayor parte de su juventud, y cuando despertó, dejó las regiones protegidas del reino en la torre abandonada, Karazhan.
El libro comienza con un aprendiz de mago, Khadgar, llegando a Karazhan, siendo enviado recientemente desde la ciudad de Dalaran, gobernada por magos, para convertirse en el aprendiz personal del mago, y descubrir más sobre el misterioso mago. Durante el primer mes que sigue a su llegada, Medivh le explica que el tejido de la realidad en Karazhan es débil, y que "Mientras que con un reloj, cada tic viene en sucesión de otro, Karazhan es como un reloj de arena, donde todos los granos de arena caen al fondo, pero no siempre en el mismo orden", y como tal, hay visiones del futuro y del pasado.
Aparte de algunas visiones que tiene Khadgar, él trabaja para ganar el estatus de aprendiz, que ninguno de los otros aspirantes ha logrado en Karazhan, porque se volvieron locos por las visiones. El juicio que debe atravesar Khadgar, similar a todos los anteriores, implica ordenar la abrumadora y desatendida biblioteca de Medivh. Durante este tiempo, Medivh hace varios viajes largos fuera de la torre.
Al obtener el derecho de ser el aprendiz de Medivh, los dos montan sobre un híbrido de águila-león; llamado hipogrifo, y vuela a una región pantanosa del reino, el pantano negro. Mientras está en el Ciénaga Negra, hay varios grupos de guerra de salvajes de piel verde conocidos como Orcos, uno de los cuales mata a Khadgar. Khadgar despacha algunos gruñidos, pero finalmente su habilidad mágica se agota, justo cuando es acorralado por un brujo orco. Afortunadamente, Medivh se lanza en picada para matar al resto de la partida de reconocimiento. Luego, los dos regresan de las concentraciones más pesadas y se reúnen con Anduin Lothar y sus tropas.
Los próximos meses incluyen a Khadgar trabajando en el castillo mientras recibe entrenamiento de Medivh. En última instancia, Medivh se va de Karazhan y deja que Khadgar estudie libremente. Khadgar pasó la mayor parte de su tiempo tratando de controlar y controlar las visiones de Karazhan, e invoca a una de las madres de Medivh, Aegwynn, luchando contra una horda de demonios, y Sargeras, un Titán caído (creadores de Azeroth, Draenor y el resto del universo), también conocido como el Destructor de mundos.
Tras la llegada de Medivh, es convocado de inmediato a Ventormenta, donde se lleva a Khadgar. Cuando entran a la gran ciudad, son recibidos por Lothar quien revela que dos de los conjuradores de la corte convocaron a un demonio, que los mató a los dos. Medivh le pide a Lothar que salga de la habitación mientras habla con Khadgar en privado, donde explica la historia de la magia, y muchos eventos de miles de años en el pasado del mundo. Él viene a explicar que después de una catástrofe que casi destruyó el mundo, hubo un consejo de poderosos magos que eligieron otorgar sus poderes a una sola entidad responsable de proteger al mundo de las amenazas demoníacas. Después de haber envejecido considerablemente, el Consejo de Tirisfal retomaría el poder y buscaría un nuevo Guardián. Después de miles de años, y docenas de Guardianes, la madre de Medivh, Aegwynn fue elegido como un Guardián. Ella vio cuán políticamente involucrados se habían convertido muchos de los miembros del consejo, y decidió que era hora de quitarles su poder para elegir al próximo Guardián. Ella se encargó de usar la magia para prolongar su vida, y al luchar contra más demonios que cualquier otro, descubrió que había una gran fuerza en el helado continente de Rasganorte, que cazaba a los dragones verdes. Ella buscó terminar su cacería, y liberó a los dragones, destruyéndolos, y Sargeras (la visión que Khadgar tenía). Después de muchas batallas con la Legión Ardiente, engendró un hijo del conjurador de la corte de Ventormenta, y miembro del Consejo de Tirisfal, Nielas Aran, y dio a luz a Medivh. Ella se encargó de usar la magia para prolongar su vida, y al luchar contra más demonios que cualquier otro, descubrió que había una gran fuerza en el helado continente de Rasganorte, que cazaba a los dragones verdes. Ella buscó terminar su cacería, y liberó a los dragones, destruyéndolos, y Sargeras (la visión que Khadgar tenía). Después de muchas batallas con la Legión Ardiente, engendró un hijo del conjurador de la corte de Ventormenta, y miembro del Consejo de Tirisfal, Nielas Aran, y dio a luz a Medivh. Ella se encargó de usar la magia para prolongar su vida, y al luchar contra más demonios que cualquier otro, descubrió que había una gran fuerza en el helado continente de Rasganorte, que cazaba a los dragones verdes. Ella buscó terminar su cacería, y liberó a los dragones, destruyéndolos, y Sargeras (la visión que Khadgar tenía). Después de muchas batallas con la Legión Ardiente, engendró un hijo del conjurador de la corte de Ventormenta, y miembro del Consejo de Tirisfal, Nielas Aran, y dio a luz a Medivh.
Después de cazar al demonio suelto en la ciudad de Ventormenta, Medivh regresó a Karazhan con Khadgar, donde cayó en un segundo coma (pero mucho más corto), este duraba solo unas pocas semanas. Durante este tiempo, Khadgar una vez se dirigió a los aposentos del Mago para ver cómo le iba, y durante este tiempo, vio la imagen de Sargeras cuidando a Medivh también.
Poco después de que se despertó, un emisario llegó a la torre y pasó mucho tiempo con Medivh, causando que Khadgar se pusiera un poco celoso. Un día decidió intentar su hechizo de invocación de visión, y vio al emisario observándolo. Corrió tras el emisario, enojado porque lo estaba espiando, y lo persiguió por la torre, donde se quitó la capucha para revelar que era una orca. Después de una breve reyerta, el orco el ganador, Khadgar se retiró al observatorio del Mago donde hablaron sobre el Orco, que era, en verdad, un semiorco.
Khadgar y la semiorca, Garona, pasaron muchas horas estudiando juntos en la biblioteca, tratando de aprender más sobre los reinos humanos, afirmando que eran para las conversaciones de paz, y Khadgar para que pudiera entender mejor a los orcos. Garona afirmó que, siendo mitad orco, todos los Orcos vieron su piel más blanca, sus colmillos más cortos y su complejo más suave. Y que todos los humanos, como Khadgar, a su vez solo vieron su piel verde, sus colmillos y su salvajismo, y que ninguno aceptaría que ella fuera parte de su sociedad.
Khadgar y Garona finalmente se encontraron con una conversación sobre la entrada de los Orcos a Azeroth; el Portal Oscuro. Finalmente, Garona persuadió a Khadgar a utilizar su hechizo de visión para mostrarles cómo se abrió. Reveló al Archi-brujo orco Gul'dan, que se despertó de un sueño a la visión de una figura encapuchada que prometió a los Orcos un nuevo mundo para conquistar, y su último comentario fue: "No te preocupes, tengo todo bajo control, porque Soy el Guardián", con un movimiento hacia atrás de su capucha, revelando que era Medivh.
Poco después de esta visión, Medivh llegó a la biblioteca y se enfrentó a ellos, un barrio que protegería a los demonios, reteniéndolo. Durante este tiempo, Khadgar pudo conjurar otra visión, esta de Aegwynn confrontando a Medivh en sus acciones catastróficas. Durante esta visión, Medivh se derrumba y comienza a gritar hacia la visión, y Garona y Khadgar escapan a Ventormenta con un grifo. Se ven obligados a abandonar su grifo cuando Medivh lo llamó de vuelta a Karazhan, y subieron el resto del camino a Ventormenta después de un enfrentamiento con un grupo de asalto y un regimiento humano. Una vez en Ventormenta, Khadgar habla con Lothar y Llane sobre la traición del Mago, y que hay más habitantes de su cuerpo que Medivh y los poderes del Guardián. Siguen a Karazhan juntos, para luchar contra el Mago.